# Ипотечный банк
Ипоте́чный банк — специализированный банк, занимающийся предоставлением ипотечного кредита, перепродажей ипотечных ценных бумаг и оказанием услуг, связанных с данной деятельностью.
Ипотечный банк впервые возник в Западной Европе в XIII веке. Особое развитие этот вид банка получил в Германии, где первый ипотечный банк был создан в 1770 году в Силезии. Это был государственный ипотечный банк, который осуществлял финансовую поддержку в основном крупных коммерческих хозяйств. Банки в Германии выдавали ипотечные кредиты промышленным компаниям, под недвижимость, а также для нужд сельским производителям.
Негативное воздействие на развитие ипотечных банков оказывали мировые войны и последующая инфляция. В этих условиях число ипотечных банков снижалось. В период благоприятной экономической конъюнктуры число их, наоборот росло.
Во Франции ипотечные банки имеют специфический характер. Развитие данный вид банка получил во Франции лишь в 1960–1970 годах. Ипотечные банки Франции выдают кредиты на покупку объектов для жилья и участков земли. Одним из старейших ипотечных банков Франции является Crédit foncier de France, основанный в 1852 году.
В США ипотечный кредит в основном осуществляют специализированные небанковские кредитно-финансовые институты, например, ссудо-сберегательных ассоциаций или страховых компаний. Ещё в то же время существует и группа федеральных государственных ипотечных банков. Определённое значение имеет Федеральная корпорация ипотечного кредитования.
В Испании существует несколько банков, предоставляющих ипотечный кредит. Это ипотечные банки, выдающие кредиты физическим лицам под жилищное строительство, в меньшей мере предоставляющие кредиты также и юридическим лицам, занятым в строительном бизнесе. В Испании в предоставлении ипотечного кредита городскому и сельскому населению определённой известностью пользуются Банк местного кредита и Банк сельскохозяйственного кредита.
В Италии функции ипотечного кредита выполняют в основном государственные и акционерные банки с долей государственного капитала.
В Турции ипотечным кредитом занимаются лишь государственные банки. Известен Специализированный Турецкий банк ипотечного кредита.
Важное значение ипотечные банки имеют также в странах Латинской Америки и Азии.